# Philippa Coulthard
Philippa Anne Coulthard  (ur. 25 listopada 1992 w Dallas) – australijska aktorka, która wystąpiła m.in. w filmie Annabelle: Narodziny zła i miniserialu Howards End.

## Życiorys
Philippa Coulthard urodziła się w Dallas, lecz wychowała w Brisbane, gdzie mieszkała z rodzicami, siostrą i bratem. Później mieszkała w Londynie i Los Angeles, a w 2018 roku przeniosła się do Nowego Jorku. 

## Filmografia

### Filmy
| Rok  | Tytuł                    | Rola         | Uwagi                      |
| ---- | ------------------------ | ------------ | -------------------------- |
| 2007 | Unfinished Sky           | Rose         |                            |
| 2013 | After the Dark           | Poppie       | inny tyt. The Philosophers |
| 2015 | Now Add Honey            | Clare Morgan |                            |
| 2017 | Annabelle: Narodziny zła | Nancy        |                            |

### Telewizja
| Rok     | Tytuł                        | Rola            | Uwagi                                |
| ------- | ---------------------------- | --------------- | ------------------------------------ |
| 2009–10 | K-9                          | Jorjie Turner   | gł. rola                             |
| 2012    | Bikie Wars: Brothers in Arms | Leanne          | 2 odc.                               |
| 2012    | Lightning Point              | Amber Mitchell  | gł. rola; inny tyt. Alien Surf Girls |
| 2014    | Secrets and Lies             | Tasha Gundelach | gł. rola                             |
| 2017    | Blef                         | Tessa           | 7 odc.                               |
| 2017    | Howards End                  | Helen Schlegel  | miniserial; gł. rola                 |
| 2018    | Gone                         | Samantha        | 1 odc.                               |
| 2019    | For the People               | Betty           | 1 odc.                               |
| 2022    | Darby and Joan               | Chantelle       | 1 odc.                               |